# FIS 알파인 스키 월드컵

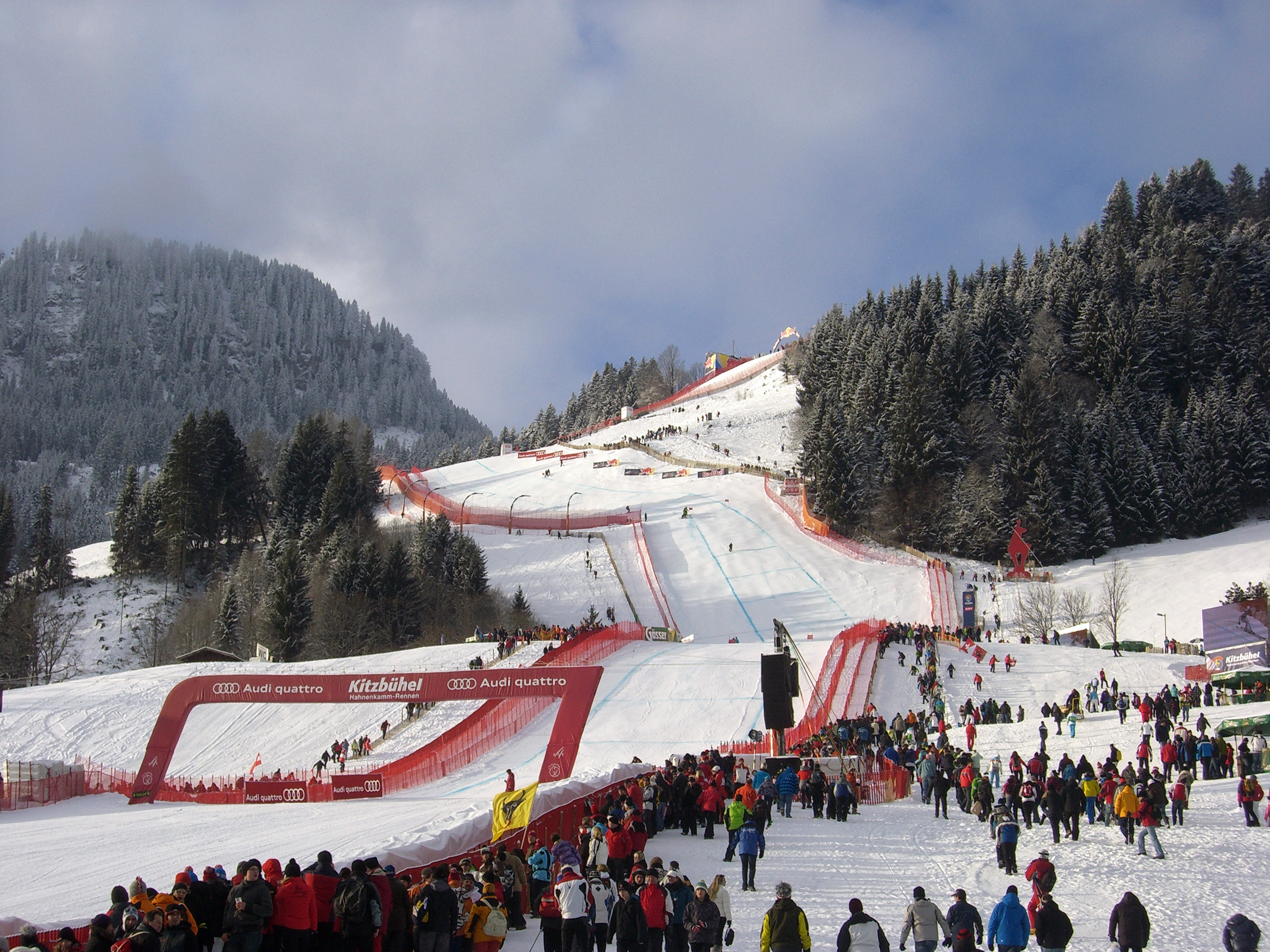

FIS 알파인 스키 월드컵(영어: FIS Alpine Ski World Cup)은 1967년부터 국제 스키 연맹(FIS)에서 주관하는 세계 규모의 알파인 스키 경기 대회이다.

## 역사
프랑스의 언론인이자 국제 스키 기자 협회 회장인 세르주 랑이 알파인 스키 월드컵 창설을 주장했으며, 프랑스 알파인 스키 대표팀 감독인 오노레 보네와 미국 알파인 스키 대표팀 감독인 밥 비티가 이에 찬동하여 알파인 스키 월드컵 유치 실행에 나섰다. 1966년 국제 스키 연맹(FIS) 회장인 마르크 호들러가 1966년 세계 알파인 스키 선수권 대회 대회 도중에 월드컵 창설 승인 의사를 밝혔고, 같은 해에 레바논 베이루트에서 열린 FIS 총회에서 1967년에 초대 월드컵을 개최하기로 승인했다.
1967년 1월에 제1회 월드컵 대회가 열렸으며, 첫 월드컵 경기는 서독 베르히테스가덴에서 열렸다. 초대 월드컵 남자부 우승자는 프랑스의 장클로드 킬리가 되었고, 초대 여자부 우승자는 캐나다의 낸시 그린이 되었다.
초대 월드컵에 개최된 세부 종목은 회전, 대회전, 활강 3개 종목이 진행되었으며, 1974–75 시즌부터 복합 종목이 추가되었고, 1982–83 시즌부터 슈퍼대회전 종목이 추가되었다. 1991–92 시즌에 현재 운영되는 점수 계산 체계가 정립되었다.

## 대회 진행
개인 경기로는 회전, 대회전, 슈퍼대회전, 활강, 복합 5개 세부 종목이 열리며, 2개 종목을 합친 복합 종목은 활강과 회전을 결합한 경기로 진행된다. 모든 경주에서 상위 30명의 완주 선수에게 점수가 부여된다. 경기 우승자에게는 100점, 준우승자에게는 80점, 3위에게는 60점으로 차등 배분되며, 30위를 기록한 선수에게는 1점이 부여된다. 3월 중순에 시즌이 종료될 때 가장 많은 점수를 획득한 선수가 종합 우승자가 되며, 종합 우승 트로피는 9kg 무게의 수정 구슬 형태이다. 경기별 우승 선수에게는 3.5kg 수정 구슬 형태 트로피가 수여된다.
대회는 주로 유럽 알프스 지역의 스키 리조트에서 개최되며, 스칸디나비아, 북아메리카, 동아시아에서도 정기적으로 개최되고 있다. 일부 경기는 남반구에서도 개최되기도 했다. 역대 개최국은 노르웨이, 뉴질랜드, 대한민국, 독일, 러시아, 보스니아 헤르체고비나, 미국, 불가리아, 스웨덴, 스위스, 스페인, 슬로바키아, 슬로베니아, 아르헨티나, 안도라, 오스트레일리아, 오스트리아, 이탈리아, 일본, 체코 캐나다, 크로아티아, 폴란드, 프랑스, 핀란드이며, 총 25개국이다. 이 중에서 보스니아 헤르체고비나에서 열린 월드컵 경기는 유고슬라비아 시절에만 개최되었다.
하위 대회로는 북아메리카에서 열리는 북아메리카컵과 유럽에서 열리는 유로파컵이 있다.

## 역대 입상자

### 남자부
| 시즌      | 우승                   | 준우승                   | 3위                   |
| --------- | ---------------------- | ------------------------ | --------------------- |
| 1966–67   | 장클로드 킬리          | 하인리히 메스너          | 기 페리야             |
| 1967–68   | 장클로드 킬리          | 두멩 조바놀리            | 에르베르 위베르       |
| 1968–69   | 카를 슈란츠            | 장노엘 오제르            | 라인하르트 트리처     |
| 1969–70   | 카를 슈란츠            | 파트리크 뤼셀            | 구스타프 퇴니         |
| 1970–71   | 구스타프 퇴니          | 앙리 뒤비야르            | 파트리크 뤼셀         |
| 1971–72   | 구스타프 퇴니          | 앙리 뒤비야르            | 에드문트 브루크만     |
| 1972–73   | 구스타프 퇴니          | 다비트 츠빌링            | 롤랑 콜롱뱅           |
| 1973–74   | 피에트로 그로스        | 구스타프 퇴니            | 한지 힌터제어         |
| 1974–75   | 구스타프 퇴니          | 잉에마르 스텐마르크      | 프란츠 클라머         |
| 1975–76   | 잉에마르 스텐마르크    | 피에트로 그로스          | 구스타프 퇴니         |
| 1976–77   | 잉에마르 스텐마르크    | 클라우스 하이데거        | 프란츠 클라머         |
| 1977–78   | 잉에마르 스텐마르크    | 필 마어                  | 안드레아스 벤첼       |
| 1978–79   | 페터 뤼셔              | 레온하르트 슈토크        | 필 마어               |
| 1979–80   | 안드레아스 벤첼        | 잉에마르 스텐마르크      | 필 마어               |
| 1980–81   | 필 마어                | 잉에마르 스텐마르크      | 알렉산드르 지로프     |
| 1981–82   | 필 마어                | 잉에마르 스텐마르크      | 스티브 마어           |
| 1982–83   | 필 마어                | 잉에마르 스텐마르크      | 안드레아스 벤첼       |
| 1983–84   | 피르민 추어브리겐      | 잉에마르 스텐마르크      | 마르크 지라르델리     |
| 1984–85   | 마르크 지라르델리      | 피르민 추어브리겐        | 안드레아스 벤첼       |
| 1985–86   | 마르크 지라르델리      | 피르민 추어브리겐        | 마르쿠스 바스마이어   |
| 1986–87   | 피르민 추어브리겐      | 마르크 지라르델리        | 마르쿠스 바스마이어   |
| 1987–88   | 피르민 추어브리겐      | 알베르토 톰바            | 후베르트 슈트롤츠     |
| 1988–89   | 마르크 지라르델리      | 피르민 추어브리겐        | 알베르토 톰바         |
| 1989–90   | 피르민 추어브리겐      | 올레 크리스티안 푸루세트 | 귄터 마더             |
| 1990–91   | 마르크 지라르델리      | 알베르토 톰바            | 루돌프 니를리히       |
| 1991–92   | 파울 아콜라            | 알베르토 톰바            | 마르크 지라르델리     |
| 1992–93   | 마르크 지라르델리      | 셰틸 안드레 오모트       | 프란츠 하인처         |
| 1993–94   | 셰틸 안드레 오모트     | 마르크 지라르델리        | 알베르토 톰바         |
| 1994–95   | 알베르토 톰바          | 귄터 마더                | 유레 코시르           |
| 1995–96   | 라세 슈스              | 귄터 마더                | 미하엘 폰 그뤼닝겐    |
| 1996–97   | 뤼크 알팡              | 셰틸 안드레 오모트       | 요제프 슈트로블       |
| 1997–98   | 헤르만 마이어          | 안드레아스 시페러        | 슈테판 에버하르터     |
| 1998–99   | 라세 슈스              | 셰틸 안드레 오모트       | 헤르만 마이어         |
| 1999–2000 | 헤르만 마이어          | 셰틸 안드레 오모트       | 요제프 슈트로블       |
| 2000–01   | 헤르만 마이어          | 슈테판 에버하르터        | 라세 슈스             |
| 2001–02   | 슈테판 에버하르터      | 셰틸 안드레 오모트       | 디디에 퀴슈           |
| 2002–03   | 슈테판 에버하르터      | 보디 밀러                | 셰틸 안드레 오모트    |
| 2003–04   | 헤르만 마이어          | 슈테판 에버하르터        | 베냐민 라이히         |
| 2004–05   | 보디 밀러              | 베냐민 라이히            | 헤르만 마이어         |
| 2005–06   | 베냐민 라이히          | 악셀 룬 스빈달           | 보디 밀러             |
| 2006–07   | 악셀 룬 스빈달         | 베냐민 라이히            | 디디에 퀴슈           |
| 2007–08   | 보디 밀러              | 베냐민 라이히            | 디디에 퀴슈           |
| 2008–09   | 악셀 룬 스빈달         | 베냐민 라이히            | 디디에 퀴슈           |
| 2009–10   | 카를로 양카            | 베냐민 라이히            | 디디에 퀴슈           |
| 2010–11   | 이비차 코스텔리치      | 디디에 퀴슈              | 카를로 양카           |
| 2011–12   | 마르셀 히르셔          | 베아트 포이츠            | 악셀 룬 스빈달        |
| 2012–13   | 마르셀 히르셔          | 악셀 룬 스빈달           | 테드 리거티           |
| 2013–14   | 마르셀 히르셔          | 악셀 룬 스빈달           | 알렉시 팽튀로         |
| 2014–15   | 마르셀 히르셔          | 셰틸 얀스루              | 알렉시 팽튀로         |
| 2015–16   | 마르셀 히르셔          | 헨리크 크리스토페르센    | 알렉시 팽튀로         |
| 2016–17   | 마르셀 히르셔          | 셰틸 얀스루              | 헨리크 크리스토페르센 |
| 2017–18   | 마르셀 히르셔          | 헨리크 크리스토페르센    | 악셀 룬 스빈달        |
| 2018–19   | 마르셀 히르셔          | 알렉시 팽튀로            | 헨리크 크리스토페르센 |
| 2019–20   | 알렉산데르 오모트 킬레 | 알렉시 팽튀로            | 헨리크 크리스토페르센 |
| 2020–21   | 알렉시 팽튀로          | 마르코 오더마트          | 마르코 슈바르츠       |
| 2021–22   | 마르코 오더마트        | 알렉산데르 오모트 킬레   | 헨리크 크리스토페르센 |
| 2022–23   | 마르코 오더마트        | 알렉산데르 오모트 킬레   | 헨리크 크리스토페르센 |
| 2023–24   | 마르코 오더마트        | 로이크 메야르            | 마누엘 펠러           |
| 2024–25   | 마르코 오더마트        | 헨리크 크리스토페르센    | 로이크 메야르         |

### 여자부
| 시즌      | 우승                    | 준우승                  | 3위                     |
| --------- | ----------------------- | ----------------------- | ----------------------- |
| 1966–67   | 낸시 그린               | 마리엘 구아슐           | 아니 파모즈             |
| 1967–68   | 낸시 그린               | 이자벨 미르             | 플로랑스 스퇴레르       |
| 1968–69   | 게르트루트 가블         | 플로랑스 스퇴레르       | 빌트루드 드렉셀         |
| 1969–70   | 미셸 자코               | 프랑수아즈 마키         | 플로랑스 스퇴레르       |
| 1970–71   | 아네마리 모저프뢸       | 미셸 자코               | 이자벨 미르             |
| 1971–72   | 아네마리 모저프뢸       | 프랑수아즈 마키         | 브리트 라포르그         |
| 1972–73   | 아네마리 모저프뢸       | 모니카 카제러           | 파트리시아 에모네       |
| 1973–74   | 아네마리 모저프뢸       | 모니카 카제러           | 하니 벤첼               |
| 1974–75   | 아네마리 모저프뢸       | 하니 벤첼               | 로지 미터마이어         |
| 1975–76   | 로지 미터마이어         | 리즈마리 모레로         | 모니카 카제러           |
| 1976–77   | 리즈마리 모레로         | 아네마리 모저프뢸       | 모니카 카제러           |
| 1977–78   | 하니 벤첼               | 아네마리 모저프뢸       | 리즈마리 모레로         |
| 1978–79   | 아네마리 모저프뢸       | 하니 벤첼               | 이레네 에플레           |
| 1979–80   | 하니 벤첼               | 아네마리 모저프뢸       | 마리테레스 나디히       |
| 1980–81   | 마리테레스 나디히       | 에리카 하스             | 하니 벤첼               |
| 1981–82   | 에리카 하스             | 이레네 에플레           | 크리스틴 쿠퍼           |
| 1982–83   | 터매라 매키니           | 하니 벤첼               | 에리카 하스             |
| 1983–84   | 에리카 하스             | 하니 벤첼               | 터매라 매키니           |
| 1984–85   | 미켈라 피지니           | 브리기테 외르틀리       | 마리아 발리저           |
| 1985–86   | 마리아 발리저           | 에리카 하스             | 브레니 슈나이더         |
| 1986–87   | 마리아 발리저           | 브레니 슈나이더         | 브리기테 외르틀리       |
| 1987–88   | 미켈라 피지니           | 브리기테 외르틀리       | 아니타 바흐터           |
| 1988–89   | 브레니 슈나이더         | 마리아 발리저           | 미켈라 피지니           |
| 1989–90   | 페트라 크론베르거       | 아니타 바흐터           | 미하엘라 게르크         |
| 1990–91   | 페트라 크론베르거       | 자비네 긴터             | 브레니 슈나이더         |
| 1991–92   | 페트라 크론베르거       | 카롤 메를               | 카탸 자이칭거           |
| 1992–93   | 아니타 바흐터           | 카탸 자이칭거           | 카롤 메를               |
| 1993–94   | 브레니 슈나이더         | 페르닐라 비베리         | 카탸 자이칭거           |
| 1994–95   | 브레니 슈나이더         | 카탸 자이칭거           | 하이디 첼러벨러         |
| 1995–96   | 카탸 자이칭거           | 마르티나 에르틀         | 아니타 바흐터           |
| 1996–97   | 페르닐라 비베리         | 카탸 자이칭거           | 힐데 게르크             |
| 1997–98   | 카탸 자이칭거           | 마르티나 에르틀         | 힐데 게르크             |
| 1998–99   | 알렉산드라 마이스니처   | 힐데 게르크             | 레나테 괴칠             |
| 1999–2000 | 레나테 괴칠             | 미하엘라 도르프마이스터 | 레진 카바누             |
| 2000–01   | 야니차 코스텔리치       | 레나테 괴칠             | 레진 카바누             |
| 2001–02   | 미하엘라 도르프마이스터 | 레나테 괴칠             | 조냐 네프               |
| 2002–03   | 야니차 코스텔리치       | 카렌 푸처               | 아니아 페르손           |
| 2003–04   | 아니아 페르손           | 레나테 괴칠             | 마리아 리슈             |
| 2004–05   | 아니아 페르손           | 야니차 코스텔리치       | 레나테 괴칠             |
| 2005–06   | 야니차 코스텔리치       | 아니아 페르손           | 미하엘라 도르프마이스터 |
| 2006–07   | 니콜 호스프             | 마를리스 실트           | 줄리아 맨쿠소           |
| 2007–08   | 린지 본                 | 니콜 호스프             | 마리아 리슈             |
| 2008–09   | 린지 본                 | 마리아 리슈             | 아니아 페르손           |
| 2009–10   | 린지 본                 | 마리아 리슈             | 아니아 페르손           |
| 2010–11   | 마리아 리슈             | 린지 본                 | 티나 마제               |
| 2011–12   | 린지 본                 | 티나 마제               | 마리아 회플리슈         |
| 2012–13   | 티나 마제               | 마리아 회플리슈         | 아나 페닝거             |
| 2013–14   | 아나 페닝거             | 마리아 회플리슈         | 라라 구트               |
| 2014–15   | 아나 페닝거             | 티나 마제               | 린지 본                 |
| 2015–16   | 라라 구트               | 린지 본                 | 빅토리아 로벤스부르크   |
| 2016–17   | 미케일라 시프린         | 일카 슈투헤츠           | 소피아 고자             |
| 2017–18   | 미케일라 시프린         | 벤디 홀데너             | 빅토리아 로벤스부르크   |
| 2018–19   | 미케일라 시프린         | 페트라 블호바           | 벤디 홀데너             |
| 2019–20   | 페데리카 브리뇨네       | 미케일라 시프린         | 페트라 블호바           |
| 2020–21   | 페트라 블호바           | 라라 구트베라미         | 미셸 기진               |
| 2021–22   | 미케일라 시프린         | 페트라 블호바           | 페데리카 브리뇨네       |
| 2022–23   | 미케일라 시프린         | 라라 구트베라미         | 페트라 블호바           |
| 2023–24   | 라라 구트베라미         | 페데리카 브리뇨네       | 미케일라 시프린         |
| 2024–25   | 페데리카 브리뇨네       | 라라 구트베라미         | 소피아 고자             |

## 같이 보기
- 올림픽 알파인스키
- 세계 알파인 스키 선수권 대회